# スマイル一番 イイ♀
「スマイル一番 イイ♀」（スマイルいちばん イイおんな）は、2006年9月20日にリリースされたアンティック-珈琲店-の通算10枚目のシングルである。発売元はRed cafe。

## 解説
表題曲は、コナミの音楽ゲーム『jubeat knit』に収録されている。

## 収録曲
1. スマイル一番 イイ♀(4分13秒)
  - 作詞:みく／作曲:輝喜
2. スーパーラビット☆
  - 作詞:みく／作曲:輝喜